# Václav Pacner
Václav Pacner (14. února 1917 Linec - 19. září 1998 Praha) byl český a československý politik Československé strany lidové a poúnorový poslanec Národního shromáždění ČSSR a Sněmovny lidu Federálního shromáždění.

## Biografie
Narodil se v rakouském Linci, kde jeho otec sloužil v rakousko-uherské armádě. Po válce se rodina přestěhovala do Pelhřimova a později do Prahy, kde se otec živil jako obuvník. Po absolvování obecné a měšťanské školy vstoupil Václav pacner roku 1932 do učebního poměru u firmy Právnické knihkupectví a nakladatelství (později národní podnik Kniha), kde setrval až do roku 1952. V letech 1932-1934 rovněž absolvoval odbornou školu knihkupeckou a nakladatelskou. V letech 1940-1945 byl vězněn nacisty. V období let 1952-1960 pracoval na ministerstvu spravedlnosti v hospodářsko-vydavatelském oddělení Právnického ústavu jako referent a později coby odborný redaktor právnických časopisů. Od roku 1952 byl též redaktorem Sbírky zákonů. Politicky se začal angažovat až po roce 1948, třebaže členem ČSL byl již od 1945. V letech 1964-1965 zastával post městského tajemníka ČSL v Praze. ČSL zastupoval 1957-1964 v Národním výboru hlavního města Prahy.
Ve volbách roku 1964 byl zvolen za ČSL do Národního shromáždění ČSSR za hlavní město Praha. V Národním shromáždění zasedal až do konce volebního období parlamentu v roce 1968.
K roku 1968 se profesně zmiňuje coby pracovník Kanceláře Národního shromáždění z obvodu Praha-Vinohrady a vedoucí tajemník Ústředního výboru ČSL. V letech 1965-1968 byl generálním tajemníkem ČSL.
Na rozdíl od mnohých politiků ČSL se příliš nezapojil do reformního hnutí během pražského jara, a tak mohl zůstat ve vysokých stranických funkcích i za normalizace. V letech 1970-1976 byl ředitelem vydavatelství a nakladatelství Lidová demokracie, v období let 1972-1977 byl zaměstnancem sekretariátu ÚV ČSL.
Po federalizaci Československa usedl roku 1969 do Sněmovny lidu Federálního shromáždění (volební obvod Praha 2-Vinohrady), kde setrval do konce volebního období parlamentu, tedy do voleb roku 1971.
Václav Pacner narozen 14. února 1917 je pod krycím jménem VÁCLAV uváděn mezi tajnými spolupracovníky Státní bezpečnosti. V 70. letech 20. století se zmiňuje jako ředitel vydavatelství Lidová demokracie – Vyšehrad.